# 零式水上偵察機
零式水上偵察機是愛知飛機研發的水上偵察機，編號E13A，簡稱零式水偵，盟軍代號「Jake」。為日軍在二戰初主力艦載水上飛機，可負擔偵查與對地攻擊任務。
同時期還有另一款名為零式小型水上偵察機的機種服役量產，但兩者並非同型機。

## 簡介
零式水上偵察機的開發始於1937年（昭和12年），其目的是為了取代速度較慢的雙翼九四式水上偵察機。日本帝國海軍提出了「十二試三座水上偵察機」的開發案，要求廠商開發一款能在軍艦、陸上基地共用的長程水上偵察機，極速標準為時速370公里，原型機交付給軍方的期限為1938年9月。此研發案由川西飛機公司與愛知飛機公司競爭。
最初，愛知沒有趕上軍方設定的交付時限，因此軍方只測試了川西重工製造的原型機（十二試三座水上偵察機）；不過愛知內部仍繼續研發，並將原型機完工。1939年1月，十三試水偵愛知版出廠。在此同時，日本海軍對川西的設計不很滿意，無論是機體強度、極速、飛行操作性上都沒有特別出色；而川西在這次案子中運氣也特別差，1號原型機因顫振（Flutter）現象導致主翼受損，2號原型機則是在1939年6月測試途中就消失未歸。於是愛知策動海軍希望提供它們的水偵一個機會測試，於是海軍決定讓愛知的機體交付橫須賀測試。
測試後，海軍對該機的性能十分滿意，因此在1940年12月正式採用量產。

## 設計特點
零式水偵為一架三座、低單翼偵察機。機體鋁合金製，連接2具浮筒；設有小型炸彈艙，可在內部裝載2枚60公斤的小型炸彈，250公斤炸彈則需外掛。初期版本浮筒和機身以4條支柱和張線連接，之後取消張線而把支柱加至8條。
機翼則為鋁、木混合製品、可折疊收納，木質部分主要是翼端結構，為了減低機體複雜性機翼並沒有設計襟翼，只裝有一般的控制面。

## 生產與使用

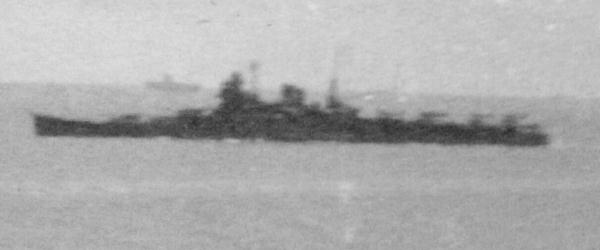
改裝為航空巡洋艦的最上號，載有4架零式水偵。

在1941年底開戰時，零式水偵與零式水觀一同成為日本海軍軍艦上的主力水上飛機；在襲擊珍珠港行動前，由重巡洋艦利根號上的零式水偵就曾偵察過珍珠港，在日軍逐漸開赴南洋後也開始在各島嶼的水上飛機場出沒。不過，水上飛機的性能終究不足以跟上戰局的發展，在1943年後盟軍的飛機速度均達到時速500公里以上的標準；水上飛機的存活率大幅下降，海軍為了因應此點，也籌措了航空母艦艦載之高速偵察機。水上偵察機的運用範疇便逐漸侷限，主要只用在夜間偵查、對海巡邏、海上搜救、或是作為親善物資運用，泰國皇家海軍便因此接收了一批零式水觀。
零式水偵雖然是愛知研發，但公司所屬工廠因主要生產九九式艦上轟炸機，因此只少量生產了133架；大部分的零式水偵由廣海軍工廠與九州飛機代工，尤其是九州飛機生產了1,237架，實際上為零式水偵的主要生產商。到1945年日本戰敗時，日本尚存約200架的零式水偵，大部分佈署在海外基地；後來有8架被法國海軍繳獲用於中南半島戰場。

## 主要機型
- 零式水偵一一型(E13A1)

初期型
- 零式水偵一一型甲(E13A1a)

加裝機載雷達
- 零式水偵一一型乙(E13A1b)

加裝磁異測測器的反潛機型
- 零式水偵一一型丙(E13A1c)

加大載彈量並在機頭加上兩門向下斜射的20毫米口徑機炮，用以攻擊美軍小型艦艇

## 基本資料(零式水偵一一型)
- 乘員:3人(駕駛，觀察員和後部機槍手)
- 機長:11.49米
- 翼展:14.5米
- 機高:4.7米
- 空重:2,524公斤
- 最重:3,650公斤
- 最快速度:367公里/小時
- 航程:2,089公里
- 昇限:7,950米
- 發動機:三菱金星四三型風冷式發動機(1,080匹馬力)
- 武裝:機後1挺7.7毫米口徑機槍+250公斤炸彈

## 流行文化

### 電子遊戲
- 《戰爭雷霆》
- 《應徵入伍》

## 使用國家
- 日本
- 法國
- 泰國